# Virgen del Reposo (Catedral de Sevilla)
La imagen de Nuestra Señora del Reposo es una escultura de barro cocido (ca. 1517) situada en el tras altar mayor de la Catedral de Sevilla. 

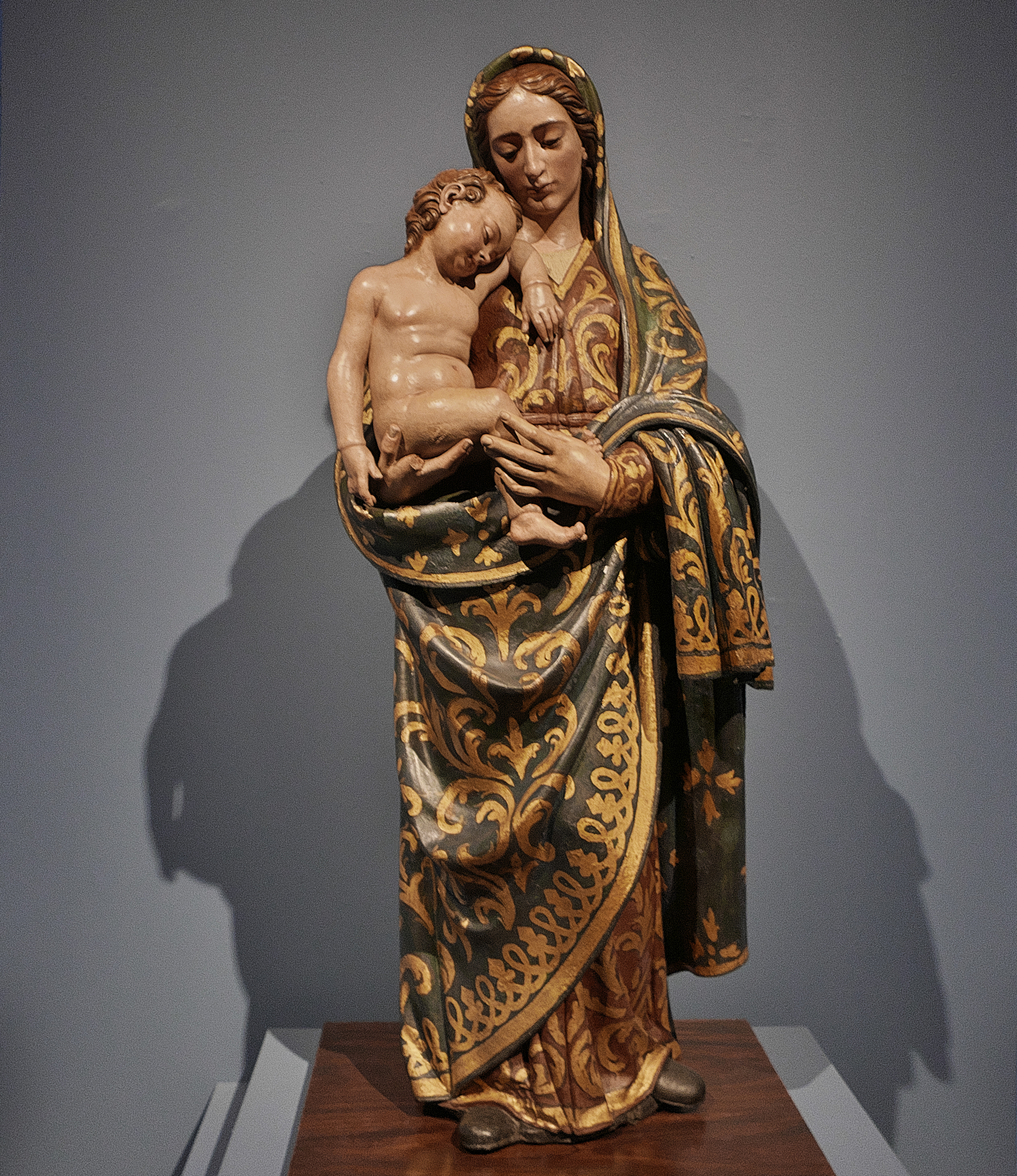
Virgen del Reposo, Miguel Perrin

La Virgen porta  el Niño dormido sobre su pecho y es una escultura atribuida a Miguel Perrin, la cual está situada enfrente a la reja de la Capilla Real y antaño tuvo gran devoción entre los sevillanos.
La devoción se difundió vinculada a la solicitud las embarazadas de Sevilla de tener un buen parto, tal particular devoción estaba apoyado en una vieja tradición según la cual durante el siglo XVI cada día pasaba por los pies de esta imagen de la Virgen un judío supuestamente converso, quien diariamente recitaba una ofensa contra la Virgen por ser origen de Jesús y de su penosa incertidumbre en Sevilla. Pese a ello se produjo una pronta conversión auténtica al cristianismo, y arrepentido por las anteriores blasfemias contra la imagen de la Virgen, dedicó el resto de su vida a difundir la devoción a la Virgen del Reposo, convencido de que había sido el origen de su conversión y consecuentemente de su Salvación, por ello pasó a ser considerada protectora de los nacimientos o partos en la Fe Cristiana y simultáneamente en  los partos naturales.